# Ecos de un crimen
Ecos de un crimen és una pel·lícula de thriller argentina de 2022 dirigida per Cristian Bernard. Narra la història d'un escriptor que es va a una casa en el bosc per a inspirar-se en una nova història, no obstant això, rep l'estranya visita d'una dona que assegura que el seu espòs la vol matar, per la qual cosa, decideix ajudar-la, però aviat també es convertirà en un blanc a assassinar. És protagonitzada per Diego Peretti, Julieta Cardinali, Carla Quevedo, Diego Cremonesi i Carola Reyna. La pel·lícula es va estrenar a les sales de cinemes de l'Argentina el 27 de gener de 2022 sota la distribució de Warner Bros. Pictures. A més, HBO Max va adquirir els drets per estrenar-la el 18 de març del mateix any en la seva plataforma.

## Argument
Segueix la història de Julián Lemar (Diego Peretti), un escriptor frustrat després del seu últim èxit, que decideix anar-se'n de vacances amb la seva família a una casa al bosc. En la seva primera nit es desferma una tempesta i es talla la llum, però aviat es presenta Ana (Carla Quevedo), una dona que demana ajuda de manera desesperada, advertint que el seu espòs (Diego Cremonesi) va matar al seu fill i ara vol matar-la a ella. A partir d'això, Julián i la seva família tracten d'ajudar a la víctima, però per això també es convertiran en un objectiu a eliminar, per la qual cosa, comencen a viure una nit infernal plena d'amenaces i enganys sense distingir quina és la veritat.

## Repartiment
- Diego Peretti com Julián Lemar
- Julieta Cardinali com Valeria Baccarat
- Carla Quevedo com Ana
- Diego Cremonesi com Diego
- Carola Reyna com Mercedes
- Florencia González com Sofía Lemar
- Gerardo Chendo com Marcos

## Recepció

### Comentaris de la crítica
La pel·lícula va rebre crítiques mixtes a negatives majorment per part dels crítics. Diego Batlle del lloc web Otros Cines va qüestionar que «el principal problema de Ecos de un crimen és que part d'un guió pretensiós en la seva estructura, però que al mateix temps no fa més que reciclar elements ja treballats en milers de thrillers psicològics amb elements terrorífics amb Stephen King com a principal referent», però va rescatar que la pel·lícula plena de «locaciones imponents i uns certs plans que són molt virtuosos». Per la seva part, Marcelo Stiletano del diari La Nación va qualificar a la cinta com a «bona» valorant que el director «va fer un treball digne», ja que «hi ha prolixitat en la posada, tensió extrema en alguns passatges clau i climes bastant reeixits; tot en menys de 90 minuts, sense escenes que s'estiren o paraules de més». En canvi, Gaspar Zimerman del periòdic Clarín va puntuar al film com a «regular» expressant que «abunda la sobreactuació», no obstant això, va destacar que «la pel·lícula aconsegueix que ens concentrem a intentar dilucidar què és el que està ocorrent veritablement». D'altra banda, Emiliano Basile d' Escribiendo Cine li va atorgar a la cinta un 6 perquè «l'argument recau en clixés del terror psicològic molt evidents/conscients que li juguen en contra» encara que «obre el joc al cinema de terror nacional a gran escala amb actors convocants».
En una ressenya pel diari Página/12, Ezequiel Boetti li va donar al film un 5 dient que el problema està en el fet que la narrativa no va més enllà de les escenes de Peretti, la qual cosa fa que «n'hi ha prou amb haver vist mitja pel·lícula d'aquest estil per a suposar la resposta». Enzo Rueda de Bolvip va valorar el treball tècnic ressaltant que la fotografia «acompanya els moments de l'argument i endinsa a l'espectador davant cada situació, igual que la seva banda sonora», però que la falla està «en el guió de Gabriel Korenfeld, ja que no hi ha lucidesa quant a la narrativa i tot es tradueix a si "això està passant realment o no", en reiterades ocasions, per portar-nos a un final comú i frustrant».

### Taquilla
En els seus primers 13 dies de projecció, la pel·lícula va vendre 67.355 entrades convertint-se en l'estrena nacional més rendible després de la pandèmia per COVID-19 i cap a la meitat de febrer la cinta va ser vista per 80.554 espectadors aproximadament, sent el film argentí més convocant d'aquest any. En la seva última setmana, la pel·lícula va ser vista per més de 95.000 persones aproximadament durant la seva projecció als cinemes de l'Argentina.

### Premis i nominacions
| Llista de premis i nominacions | Llista de premis i nominacions | Llista de premis i nominacions | Llista de premis i nominacions | Llista de premis i nominacions | Llista de premis i nominacions |
| Any                            | Organització                   | Categoria                      | Nominat/a(s)                   | Resultat                       | Ref(s)                         |
| ------------------------------ | ------------------------------ | ------------------------------ | ------------------------------ | ------------------------------ | ------------------------------ |
| 2022                           | Premis Sur                     | Millor fotografia              | Andrés Mazzon                  | Nominat                        | [ 13 ]                         |
| 2022                           | Premis Sur                     | Millor muntatge                | Francisco Freixa               | Nominat                        | [ 13 ]                         |
| 2022                           | Premis Sur                     | Millor música original         | Pablo Borghi                   | Nominat                        | [ 13 ]                         |